# 2Amsterdam

2Amsterdam is een gebouwencomplex aan de Eduard van Beinumstraat in Amsterdam-Zuid.
De twee gebouwen, voorheen aangeduid als De Tweeling of The Twins werden gebouwd op het terrein van een voormalig hoofdkantoor van de Nederlandse Middenstandsbank. Architect W.Th. Ellerman ontwierp voor deze plek, die tussen de Strawinskylaan en de Rijksweg 10 ligt, twee bijna identieke kantoortorens tussen het World Trade Center Amsterdam en kantoorcomplex Atrium. Het was een toevoeging aan het financieel centrum aan wat later de Zuidas zal worden genoemd. Vanaf 1989 werd er nog tegen de zin van de plaatselijke schoonheidscommissie gebouwd en in 1992 werden de gebouwen geopend. De torens van 68 en 76 meter hoog (respectievelijk 17 en 20 verdiepingen) kregen destijds de naam De Stibbe Torens mee, vernoemd naar de eerste gebruiker van de torens, advocatenkantoor Stibbe, die vanaf 1992 in beide torens gevestigd was. AkzoNobel (vanaf 2007) en andere firma’s traden op den duur op als medegebruiker van een van de torens. De torens vielen bij oplevering op vanwege hun witte kleur. Bovendien volgden ze een trend die begin 21e eeuw heerst in de Europese architectuur, namelijk dat ze de indruk wekken uit het lood te staan. De gevels die naar elkaar kijken leken daarbij een soort schild te hebben.
Zowel Stibbe als AkzoNobel verlieten de torens om zich te vestigen aan de Beethovenstraat/Beethovenplein. Dat maakte de torens vrij voor een aanzienlijke verbouwing, waarbij de gelijkenis tussen de gebouwen zal verdwijnen. De westelijke toren wordt verhoogd en zal gaan dienen tot hotel. De oostelijke toren krijgt een geheel nieuw uiterlijk en behoudt haar kantoorfunctie, maar dan niet voor een gebruiker, maar voor meerdere. De plinten van beide gebouwen zullen zoveel mogelijk hetzelfde uitgevoerd worden, net als de glasgevels, zodat er toch enigszins sprake is van een ensemble. De verbouw vindt plaats onder begeleiding van KCAP-architecten en begon in najaar 2018. De verbouw zal 2,5 jaar in beslag nemen mede door de realisatie van ondergrondse parkeergarages. Er wordt daarbij gestreefd de gebouwen uiteindelijk te laten voldoen aan BREEAM Excellent.

## Fotogalerij

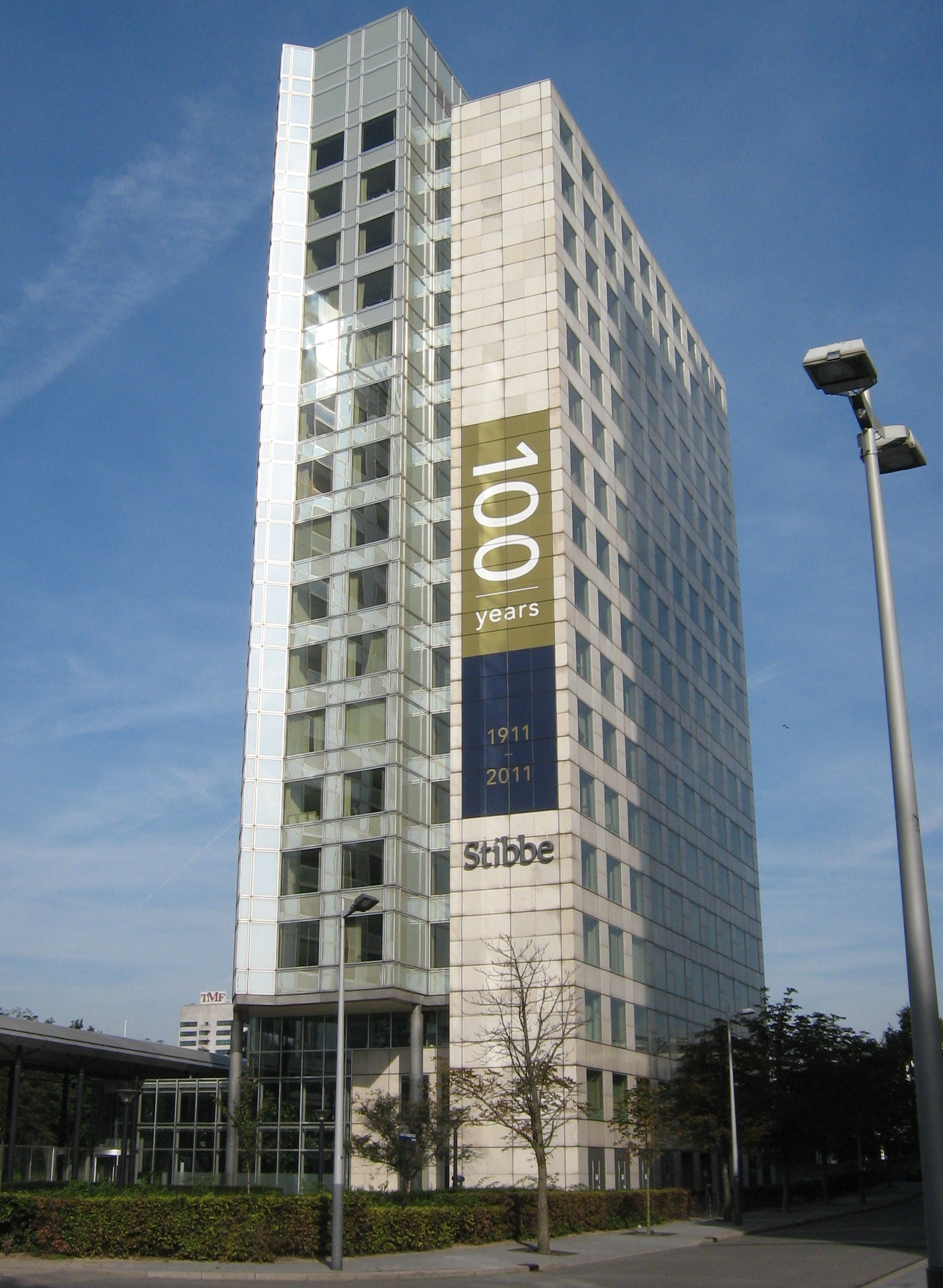
Voor verbouwing in 2011
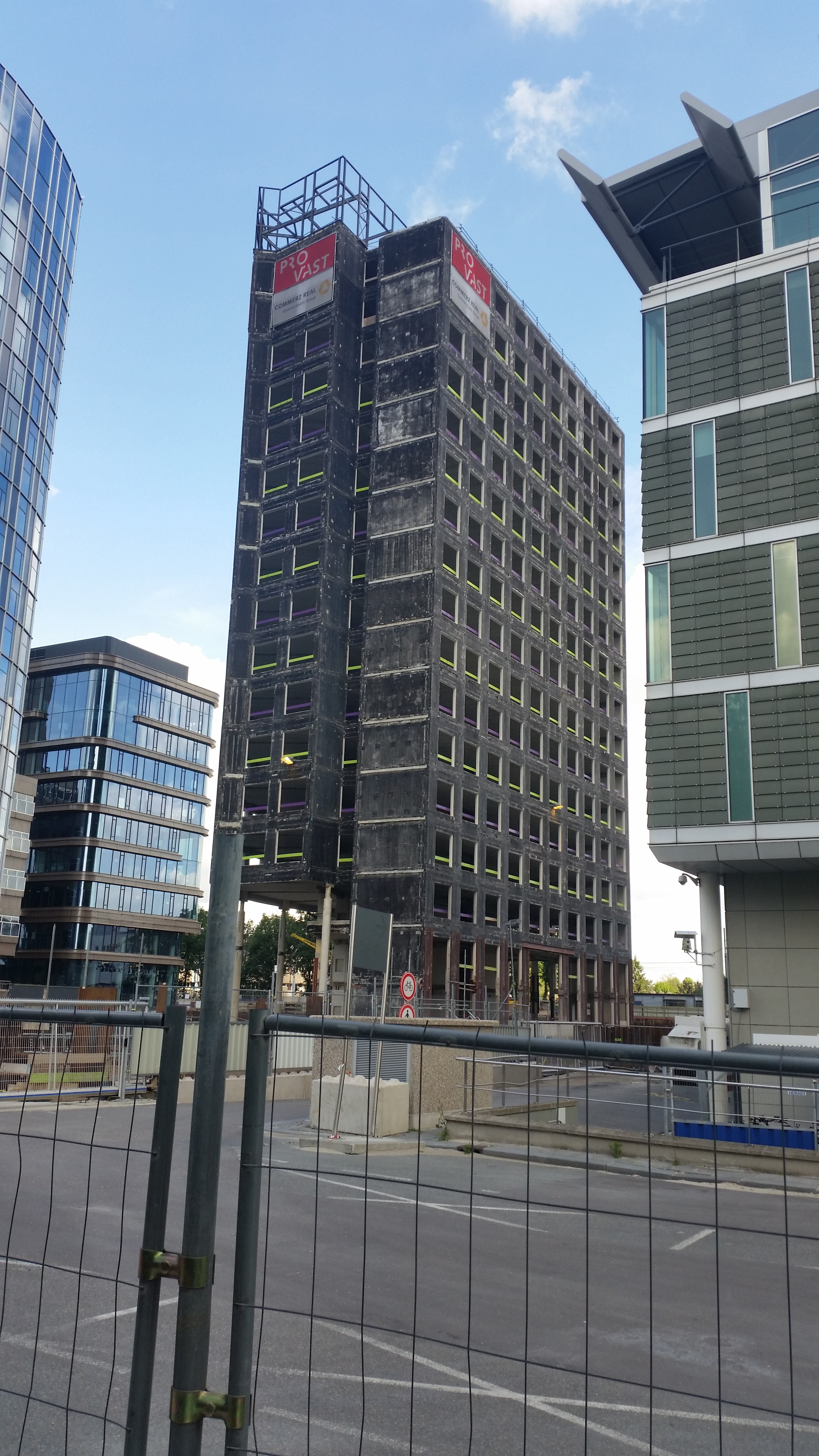
2Amsterdam (kantoor in verbouw juni 2019)
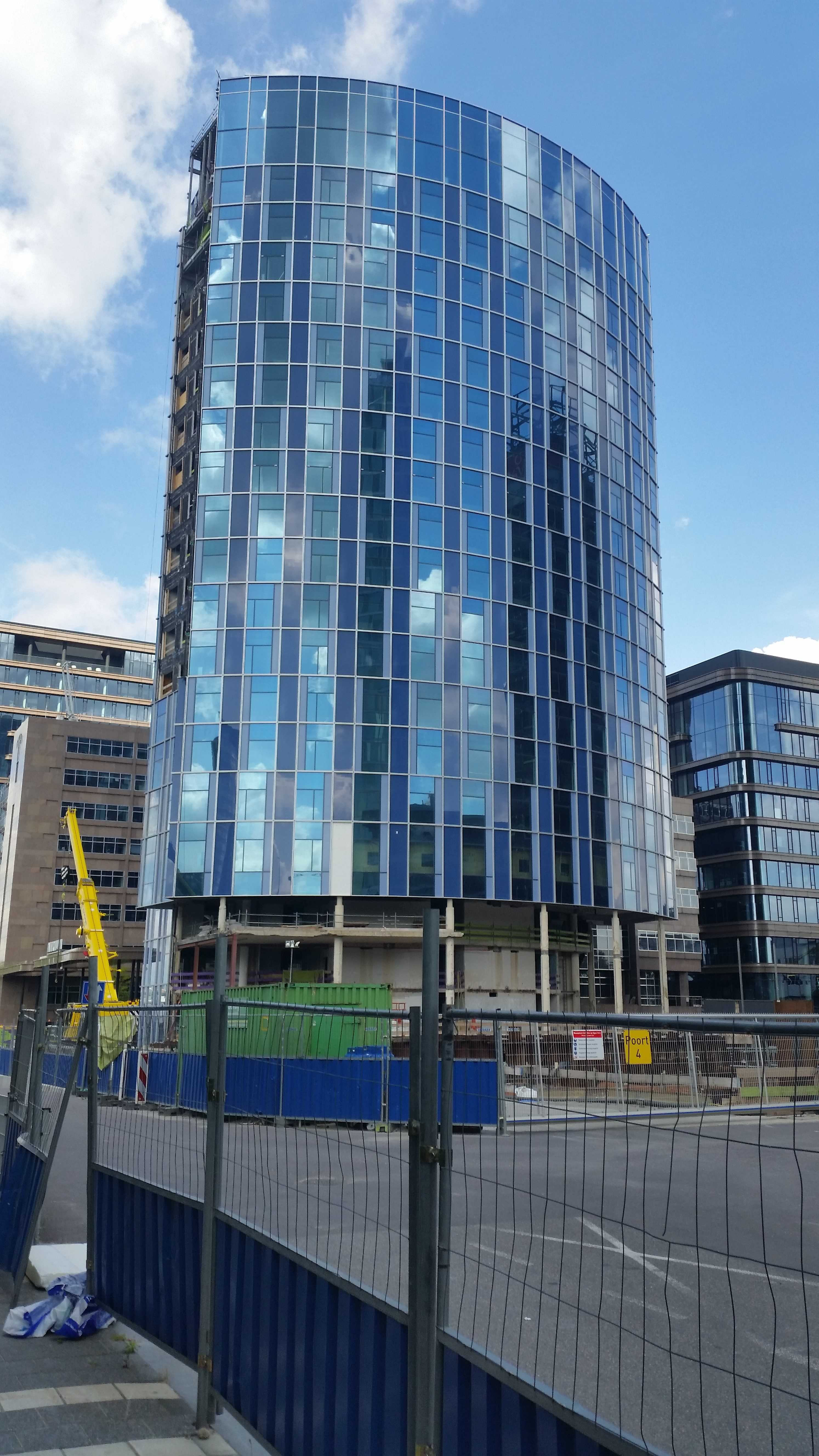
2Amsterdam (hotel met "schild" in verbouw juni 2019)